# River Records
River Records was een Schots platenlabel dat bestond van 2003 tot en met 2005. 
Het platenlabel kwam uit Edinburgh en was gelieerd aan Radio Clyde aldaar. Het bracht alleen muziek uit die of in Schotland was opgenomen of door Schotse artiesten werd gespeeld. The River sessions was daarbij vergelijkbaar met de BBC sessions, maar dan voor Radio Clyde. 
Men gaf in 2003 aan dat ze meer dan 600 opnamen hadden van vergeten concerten etc. Het bleek toch een te beperkte limitering en het platenlabel werd opgedoekt voordat het bekend raakte.
De catalogus:
- RIVERCD001: Gallagher & Lyle: The River Sessions
- RIVERCD002: Nazareth: The River Sessions
- RIVERCD003: Rab Noakes: The River Sessions
- RIVERCD004: Jesse Rae: The thistle
- RIVERCD005: Lindisfarne/Alan Hull: The River Sessions
- RIVERCD006: Bert Jansch: The River Sessions
- RIVERCD007: Magnum: The River Sessions
- RIVERCD008: Gallagher & Lyle: Lonesome no more
- RIVERCD009: Gallagher & Lyle: Showdown
- RIVERCD010: Gallagher & Lyle: Love on the airwaves
- RIVERCD011: Gallagher & Lyle: The last cowboy
- RIVERCD012: Gallagher & Lyle: Seeds
- RIVERCD013: Maggie Bell/Stone the Crows: Collection
- RIVERCD014: Gallagher & Lyle: Willie and the lap dog
- RIVERCD015: Kevin McDermott Orchestra: Mother nature’s kitchen
- RIVERCD016: Maggie Bell: The River Sessions
- RIVERCD017: Kevin McDermott Orchestra: Suede crocodiles
- RIVERCD018: Kevin McDermott Orchestra: Revisited
- RIVERCD019: Chris de Burgh: The River Sessions
- RIVERCD020: Leo Sayer: The River Sessions
- RIVERCD021: Katie Targett Adams: TKA
- RIVERCD022: Kevin McDermott Orchestra: Bedazzled
- RIVERCD023: Kevin McDermott: For those in peril from the sea
- RIVERCD024: Kevin McDermott: Fair and whole
- RIVERCD025: Kevin McDermott: Suffocation blues
- RIVERCD026: Gillan: The River Sessions
- RIVERCD027: Manny Charlton: Say the word
- RIVERCD028: idem
- RIVERCD029: -
- RIVERCD030: All the hits; Radio Clayde’s 30th Anniversary
- RIVERCD031: Stone the Crows: Ode to John Law
- RIVERCD032; Stone the Crows: Ontinuous performance
- RIVERCD033: Lights Out By Nine: The River Sessions
- RIVERCD034: Lights Out By Nine: Moving on
- RIVERCD035: Gallagher & Lyle: Breakaway
- RIVERCD036: Gordon Giltrap: The River Sessions
- RIVERCD037: Alan Gorrie: Sleepless nights
- RIVERCD038: Pallas: The River Sessions 1
- RIVERCD039: Pallas: The River Sessions 2
- RIVERCD040: Gallagher & Lyle: The collection (8CD)
- RIVERCD041: Kevin McDermott: Collection (5CD)
- RIVERCD042: The Varaflames (Rab Noakes/Rod Clements): Throwing shapes
- RIVERCD043: Rab Noakes: Lights back on
- RIVERCD044: Gun: The River Ssessions
- RIVERCD045: Stone the Crows; Stone the crows
- RIVERCD046: Stone the Crows: Teenage licks
- RIVERCD047: Ozark Mountain Daredevils: Don’t look down
- RIVERCD048: Culture Club: The River Sessions
- RIVERCD049: Hue & Cry: The River Ssessions 1
- RIVERCD050: Hue & Cry; The River Ssessions 2
- RIVERCD051: Runrig: The River Sessions
- RIVERCD052: Level 42: The River Sessions
- RIVERCD053: Love & Money: All you need is
- RIVERCD054: Goodbye Mr. Mackenzie: The River Ssessions
- RIVERCD056: Love & Money: Dogs in the traffic
- RIVERCD057: -
- RIVERCD058: -
- RIVERCD059: Kieran Docherty: Expectations
- RIVERCD060: -
- RIVERCD061: Climax Blues Band: The River Sessions
- RIVERCD062: -
- RIVERCD063: Robben Ford & The Blue Lines: Handful of blues
- RIVERCD064: Robben Ford: Authorized bootleg
- RIVERCD065: Lighhts Out By Nine: Make your own luck
- RIVERCD066; -
- RIVERCD067: -
- RIVERCD068: -
- RIVERCD069: -
- RIVERCD070: -
- RIVERCD071: -
- RIVERCD072: -
- RIVERCD073: -
- RIVERCD074: -
- RIVERCD075: -
- RIVERCD076: Brother Beyond: The River Sessions
- RIVERCD077: Classic Nouveaux: The River Sessions
- RIVERCD078: Jim Diamond: Sugarolly days

In aanvulling op bovenstaande lijst verscheen bij dat label ook de dvd’s van Nazareth: Naza live en Live in Texas. In 2009 verscheen nog een dvd van Lights Out By Nine; Live@Carnegie Hall.